# Звуци на слава
„Звуци на слава“ (на английски: Tunes of Glory) е британски драматичен филм от 1960 година с участието на Алек Гинес. Филмът проследява живота и отношенията в казармите на един шотландски полк в периода след края на Втората световна война и е определян от критиците като „тъмна психологическа драма“.

## Сюжет
В щаба на батальона на един неназован шотландски полк в първите години след края на Втората световна война, майор Джок Синклер (Алек Гинес) анонсира пред останалите офицери, че това ще бъде последния му ден като командир на полка. Синклер, който е поел командването след като батальонният полковник е загинал по време на Североафриканската кампания през войната, ще бъде заменен от подполковник Базил Бароу (Джон Милс). Въпреки че майор Синклер е ръководил батальона през остатъка от войната, бригадното командване смята, че Бароу ще е много по-подходящ като командващ офицер в мирно време.
Бароу пристига рано и заварва батальонните офицери, включително Синклер, да танцуват на плаца. Военното минало на Синклер и Бароу е коренно различно. Докато Синклер се е присъединил към полка като обикновен войник и бавно се е изкачвал в йерархията, печелейки медали през войната, Бароу пристига директно от Университета в Оксфорд. Негов роднина е бил полковник тук през 1933 година, макар да е служил само една година, преди да бъде преместен за „особени заслуги“. Когато Синклер с чувство за хумор започва да разказва как е бил хвърлен за кратко в затвора Берлини заради „пиянство и хаос“, Бароу споделя собствения си опит на затворник в японски военнопленнически лагер. Синклер пренебрежително предполага, че Бароу се ползва протекцията на по-висшестоящите. В действителност, Бароу е получил дълбоки психологически травми, след като е бил измъчван от японците, но не казва на Синклер, който е обиден от факта, че ще бъде заменен от „глупав незначителен човек“. Междувременно дъщерята на Синклер, Мораг (Сюзана Йорк) с удивление наблюдава маршируващите войници с гайди.
Когато Синклер отива да спи, Бароу незабавно издава няколко заповеди, целящи да затегнат дисциплината в полка. Особено спорна е заповедта, че всички офицери трябва да започнат да взимат уроци по шотландски танци, за да направят своя обичайно шумен стил по-официален и подходящ за смесени компании. Въпреки това, разкрепостеният енергичен стил на танцуване на офицерите, предвождани от пияния Синклер на първото парти, организирано от Бароу с жителите на града, предизвиква гнева на хората. Избликът на Бароу от случката, повлиян от дълбоко увредената му психика, вследствие на мъченията, наврежда на по-нататъшния му авторитет.
Напрежението се засилва когато майор Синклер публично напада униформен гайдар, когото е заварил с дъщеря си и го удря. Бароу решава да изпрати официален доклад до командването, което означава военен съд за Синклер, макар да е наясно, че с действията си допълнително ще ерозира своята популярност и авторитет в полка. В крайна сметка Бароу е убеден от Синклер да се откаже от намеренията си, макар че майора е виновен за удар на подофицер и заслужава да бъде изправен пред съда. Това допълнително подкопава авторитета на Бароу и Синклер, заедно с останалите офицери и по-специално капитан Алек Ратрей (Ричард Лийч), започват да го третират с особена липса на уважение. След като с ледено изображение на лицето си майор Скот (Денис Прайс) съобщава на Бароу, че останалите висши офицери смятат, че фактически Синклер командва батальона, след като е успял да го накара да отхвърли обвиненията срещу него и осъзнавайки, че властта му никога няма да бъде приета, Бароу се прострелва в главата.
След смъртта на Бароу, Синклер осъзнава, че е виновен. Той свиква офицерите на събрание и им съобщава плана си за грандиозно погребение, достойно за фелдмаршал, съпроводено с марш през града, по време на който гайдарите да изсвирят всичките „звуци на слава“. Когато се чуват възражения, че плана е несъвместим с обстоятелствата при смъртта на Бароу, Синклер обявява, че не е самоубийство, а убийство. Синклер казва, че самият той е убиеца, а останалите офицери са му съучастници, с изключение на адютанта на Бароу. Минути по-късно и Синклер получава нервен срив. Той е ескортиран от казармата под бурните овации на войници и офицери.

## В ролите
- Алек Гинес като майор Джок Синклер
- Джон Милс като подполковник Базил Бароу
- Денис Прайс като майор Чарлз Скот
- Кей Уолш като Мери Тайтерингтън
- Джон Фрейзър като ефрейтор гайдар Йън Фрейзър
- Сюзана Йорк като Мораг Синклер
- Гордън Джексън като капитан Джими Кеърнс
- Дънкан Макрей като майора на гайдарите Маклийн
- Пърси Хърбърт като полковия старшина Ридик
- Алън Кътбъртсън като капитан Ерик Симпсън
- Пол Уитсън-Джоунс като майор Дъсти Милър
- Джералд Харпър като майор Хюго Макмилън
- Ричард Лийч като капитан Алек Ратрей
- Питър Макинъри като младши лейтенант Дейвид Маккинън
- Кийт Фоулкнър като ефрейтор гайдар Адам
- Ангъс Лини като дежурния по канцелария Клерк
- Джон Харви като сержант Фини
- Андрю Кеър като ефрейтор Кемпбъл
- Джеймисън Кларк като сър Алън
- Локууд Уест като кмета

## Продукция
Филмът е сниман в лондонското студио „Шепъртън“ и в „Замъка Стърлинг“ в Стърлинг, Шотландия, който по това време е бил действаща казарма.

## Награди и номинации
- Купа Волпи за най-добър актьор за Джон Милс от Международния кинофестивал във Венеция, Италия през 1960 година.
- Номинация за Оскар за най-добър сценарий, базиран на материали от външни източници на Джеймс Кенауей от 1961 година.
- Номинация за БАФТА за най-добър британски актьор на Алек Гинес от 1961 година.
- Номинация за БАФТА за най-добър британски актьор на Джон Милс от 1961 година.
- Номинация за БАФТА за най-добър британски филм от 1961 година.
- Номинация за БАФТА за най-добър британски сценарий на Джеймс Кенауей от 1961 година.
- Номинация за БАФТА за най-добър филм от 1961 година.
- Номинация за Златен лъв за най-добър филм от Международния кинофестивал във Венеция, Италия през 1960 година.[1]